# 反帝国主義・反スターリン主義
反帝国主義・反スターリン主義（はんていこくしゅぎ・はんスターリンしゅぎ）とは、1950年代に日本の新左翼理論家の黒田寛一により打ち出された思想。略称は「反帝・反スタ」（はんてい・はんスタ）。
反帝国主義と反スターリン主義を同時に実施すべきとする。日本革命的共産主義者同盟革命的マルクス主義派（革マル派）、革命的共産主義者同盟全国委員会（中核派）、革命的共産主義者同盟再建協議会（中核派関西派）などの基本理論となっている。ただし、内容は各派によって異なる。

## 概要
黒田寛一が提唱した反スターリン主義は、「真のマルクス・レーニン主義」の立場から、スターリンによる「マルクス主義の歪曲」や「世界革命への裏切り」などを批判し、更に「トロツキズムの乗り越え」として「スターリン主義（日本においては日本共産党）と帝国主義は同時に打倒されなければならない」とする。ここでは世界中のほとんどの政府は帝国主義かスターリン主義に分類されるので、すべて敵対することになる。
この立場では、ソ連などの冷戦時代当時に存在していた社会主義国家は「社会主義体制」ではなく、また、レフ・トロツキーが定式化した「官僚的に歪められ、堕落した労働者国家」でもない「赤色帝国主義」（社会帝国主義）あるいは「国家資本主義」であり、労働者は被支配階級であるとの認識に立つ。そして、資本主義国家での支配階級は独占資本であり、「スターリニストが支配する自称"社会主義国家"」での支配階級は「党官僚」と主張する。それゆえ反スターリン主義は、ソ連や東欧等のかつての社会主義国、中・朝・越・ラオス・キューバ等の現存する社会主義国等の既存の社会主義を全否定する。あるいは、共産党が権力に就いていない国においても、「共産党が間違った理論・方針で大衆を組織しているから革命が起きない。既存共産党は革命の阻害物であり、国家権力と同等の敵」と規定し、共産党を打倒して取って代わる革命政党を建設しなければ革命は起きない、とする。
これは「ソ連 = 国家資本主義」論に立つ点ではイギリスのトニー・クリフなどの左翼共産主義と共通するが、黒田寛一は既成の在野の共産党も含めて「労働者階級の敵」と規定する点が異なる。革マル派および中核派は、このような理論と運動は世界の革命運動においても日本にしか存在しないとし、それをもって「反スターリン主義の党派が存在するゆえに日本の革命運動は最も先進的である」とする。革マル派は「世界に冠たる反スタ主義（もしくは黒田思想）」、中核派は「日本革命を世界革命の突破口に」という表現を、各派の機関紙などで使っている。また、革マル派および中核派は「世界革命」を最終目標に掲げているが、第四インターナショナルのような国際革命組織に加盟したり、あるいはあらかじめ自らの国際組織を形成するのではなく、自派主導の「日本革命」を成功させ、その権威で国際組織を形成して革命を世界に広げる、という方針を掲げる。
日本の新左翼は一部の毛沢東主義派（マオイスト）・親中国派を除き、総じて「スターリン主義」を批判する立場にある。共産主義者同盟は、スターリン主義の本質は帝国主義の補完物であると捉えており、帝国主義が倒れたならばスターリン主義も崩壊するとする。スターリン主義を帝国主義と同等の打倒対象として明確に「反スターリン主義」を掲げているのは、日本革命的共産主義者同盟革命的マルクス主義派（革マル派）と、革命的共産主義者同盟全国委員会（中核派）である。そこでは、ソ連や中国、北朝鮮、ベトナム、キューバなどの既存の社会主義を労働者国家とは認めず、党官僚専制支配国家として打倒対象とする。「反スターリン主義者」からすれば、コミンテルンの系譜に属する日本共産党は、スターリン主義政党であり打倒対象にされる。
「反スタ主義」の提唱者である黒田寛一は著書『革命的マルクス主義とは何か？』において
「一般に革命的政治運動というものは、現象的には（本質的にはではない ｶｯｺ原文ﾏﾏ）極めてヨゴレタものであり誤解にみちたものであって、政治的、あまりにも政治的な“陰謀”をすら活用しないかぎり（この点ではレーニンの右にでることのできる革命家はない ｶｯｺ原文ﾏﾏ）、そもそも政治そのものを止揚しえないのだという、このパラドックスが、ぜひとも自覚されなければならない。だから、赤色帝国主義論者をすら活用して、動揺と混乱の渦巻のなかにある日共指導部を瓦解させる一助たらしめるという“陰謀”をたくらむべきである｣
とした。れんだいこのホームページによると1959年には大川が日本民主青年同盟の情報を警視庁に売ろうとし、黒田もそのことを認めていたのではないかという疑いが発覚。未遂に終わったが黒田は日本共産党の宮本顕治と同様胡散臭いと思われるようになった。中核派はこの件に関して「黒田は、反スターリン主義を政治警察とのスパイ的連合にもとづく反代々木主義に歪曲しようとして失敗した低劣な人物」(本多延嘉著作選第一巻87ページ)と評している。しかし本多延嘉（後の中核派）も大川スパイ問題があきらかになったときは、狂信的な黒田寛一を弁護し後を追って革共同を離党している。
ソビエト連邦の崩壊後の「反スターリン主義」の位置付けは、それ以前とはかなり変化している。かつては、革マル派はベトナム戦争について「スターリニストに軍服を着た労働者である米兵を殺させる（ゆえにベトナム戦争反対）」という立場であり、中核派は「北部ベトナムホー・チ・ミン政府=南ベトナム民族解放戦線不支持・ベトナム人民連帯」（その立場から1975年のベトナムの最終的勝利を「サイゴン失陥」=米帝は誤ってサイゴンを陥落させた=『解放勢力』の勝利そのものは支持しない、の意）と表現したように、「反スターリン主義派」はアメリカ（帝国主義）と戦う勢力ならば無条件で支持する、というような立場からはほど遠かった。しかし、90年代に入って革マル派は、1995年のフランスの核実験の際にポリネシアにメンバーを派遣して、「核実験反対」とともに「ポリネシア独立支持」のスローガンを掲げた。また、革マル派・中核派ともに、かつて「CIAに支援された反共ゲリラ」と規定していたアルカーイダなどのイスラム原理主義勢力を、現在は「反米勢力」と認知している。特に、革マル派は、彼らが「良心的」と称する下部日本共産党員を情宣の結果引き抜いたことを成果とすることがある。

## 黒田寛一
黒田寛一による「反帝国主義・反スターリン主義」の説明は以下である。帝国主義的段階におけるプロレタリアートの普遍的課題は「反帝国主義」で、反スターリニズムは特殊的課題であった。しかし、帝国主義とスターリニズムに基本的に分割された現代世界そのものを革命的に変革するための世界革命戦略が「＜反帝国主義・反スターリニズム＞」である。この＜反帝＞と＜反スタ＞は「直接的に統一されて」おり、「論理的に同時的な戦略」をなす。＜反帝・反スタ＞戦略は、「反帝」に反スターリニズムを「接ぎ木ないし結合したにすぎないものではない」。

## 本多延嘉
革命的共産主義者同盟全国委員会（中核派）の最高指導者であった本多延嘉は、1972年7月に「反帝国主義・反スターリン主義」について以下の講演を行った。
本多延嘉は、「反帝国主義・反スターリン主義」とは「現代世界の根底的変革にかかわる綱領的な立脚点」または「現代におけるプロレタリア革命の基本的戦略」と規定した。現状は世界革命の過渡期で、世界は帝国主義と社会主義に分裂しているが、帝国主義は延命し、社会主義はスターリン主義的に変質したため、両者は平和共存的な関係を実現しているが、この結果、帝国主義の矛盾は爆発し、スターリン主義の破産があばきだされ、世界体制の崩壊が進行している、とした。以上の時代に対応した革命戦略として、「反帝・反スターリン主義の世界革命戦略」を確定しなければならない、とした。
また対立する革マル派を「カクマル」と呼び、その資本主義社会論は「小ブル的性格」であり、プロレタリア独裁をめざす闘争ではなくプロレタリアートの経済闘争の政治化をしており、暴力革命論を否定し、「経済主義、組合主義、民同の反革命的補完物」となっている、と批判した。

## 批評
- 中核派の清水丈夫は、書籍で「カクマル黒田のえせ「反帝・反スタ」の腐敗と破産を暴く」と記した[7]。
- 三上治は「反帝国主義・反スターリン主義」を、「米ソの世界支配体制とそれを支えている世界理念（自由主義陣営.社会主義陣営)を否定すること、あるいはそれに異議を持つことと、それに代わる世界のイメージとして世界社会主義を提起する」と記した[8]。
- 栗原幸夫は「「前衛党神話の崩壊」が「六十年代」の幕を開き、「反帝国主義・反スターリン主義」が一政治党派のスローガンを超えて多くの活動家に共有された。」と記した[9]
- 革命的労働者協会（社会党社青同解放派）は、革マル派の「反帝・反スターリン主義」は、現代社会の普遍的制約者が「帝国主義」であることを見失っているとして批判している[10]。